# Defiance (Pensilvania)
Defiance es un lugar designado por el censo (en inglés, census-designated place, CDP) situado en el condado de Bedford, Pensilvania, Estados Unidos. Según el censo de 2020, tiene una población de 196 habitantes.

## Geografía
La localidad está ubicada en las coordenadas 40°09′36″N 78°13′54″O / 40.16000, -78.23167 (40.159907, -78.231776). Según la Oficina del Censo, tiene una superficie de 0.44 km², correspondientes en su totalidad a tierra firme.